# Kommer Kleijn
Kommer Kleijn (Dordrecht, 12 juni 1893 – Hilversum, 12 september 1982) was een Nederlands toneel- en hoorspelacteur, dramaturg en hoorspelregisseur. Zijn hoorspelwerk verrichtte hij hoofdzakelijk bij de AVRO. Hij heeft ruim 2500 hoorspelen voor de radio uitgevoerd en kreeg hiervoor uiteindelijk de eretitel 'koning van het hoorspel'.

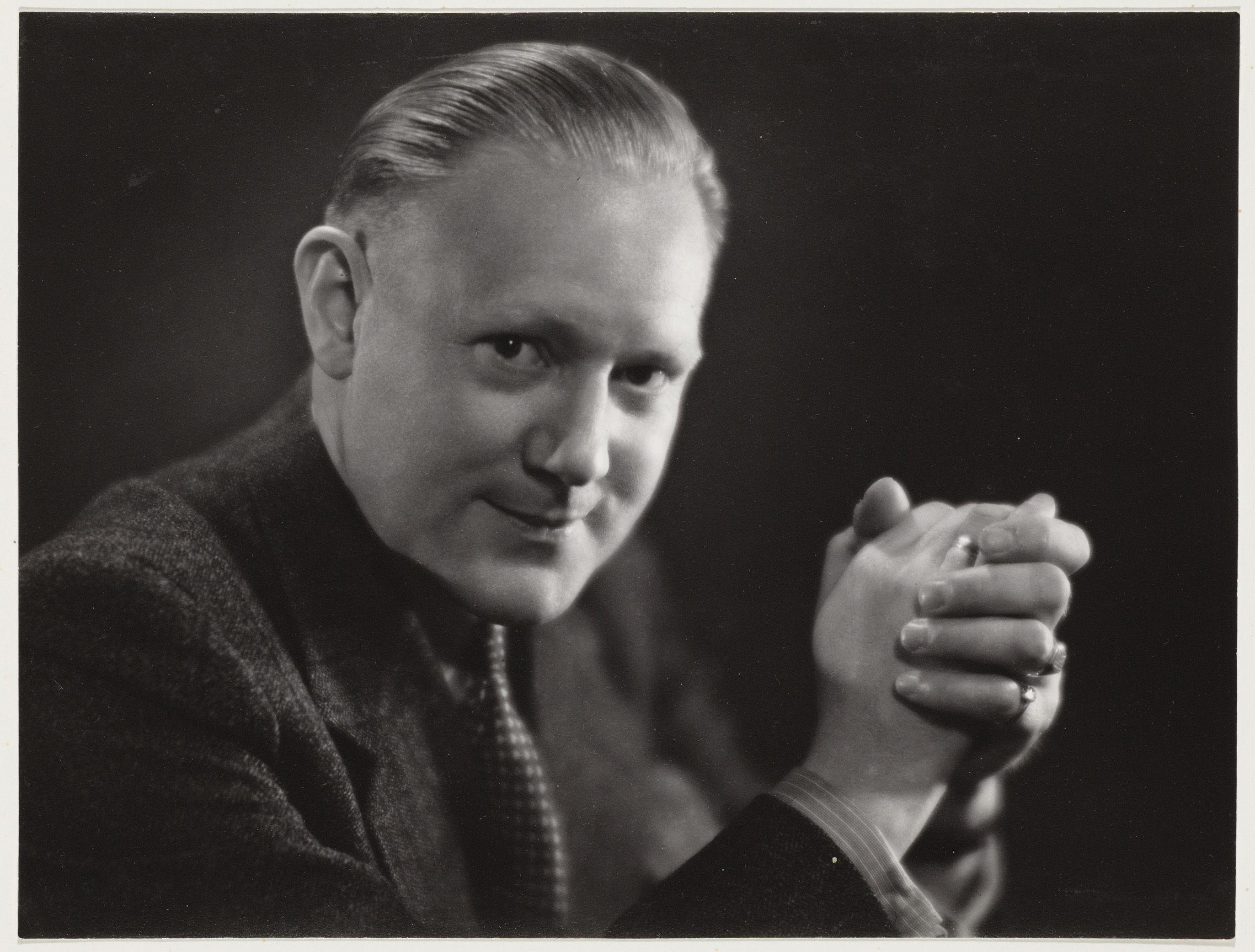
Kleijn (1938)

Een bekend hoorspel dat hij regisseerde was De Kleine Prins van Antoine de Saint-Exupéry dat voor het eerst in 1968 -25 jaar na de dood van de beroemde schrijver- door de AVRO werd uitgezonden.

## Persoonlijk
Hij was een zoon van Machiel Kleijn en Adriana Maria Schellenbach. Hij trouwde op 11 juni 1919 met Wilhelmina Schnabel. Uit dit huwelijk werden een zoon en een dochter geboren.

## Interviews, herdenkingsartikelen en necrologieën
- De Radiobode, 15-12-1939
- Intercom, Maandblad voor radio- en televisiepersoneel, oktober 1963
- Dagblad Het Centrum, 27-10-1966
- Televizier, 6-6-1973 en 18-11-1978
- De Gooi- en Eemlander. 3-7-1979
- De Telegraaf, 11-2-1980
- De Gelderlander, 16-2-1980
- De Gooi- en Eemlander, 14-9-1982
- Televizier, 2-10-1982